# Гармалин

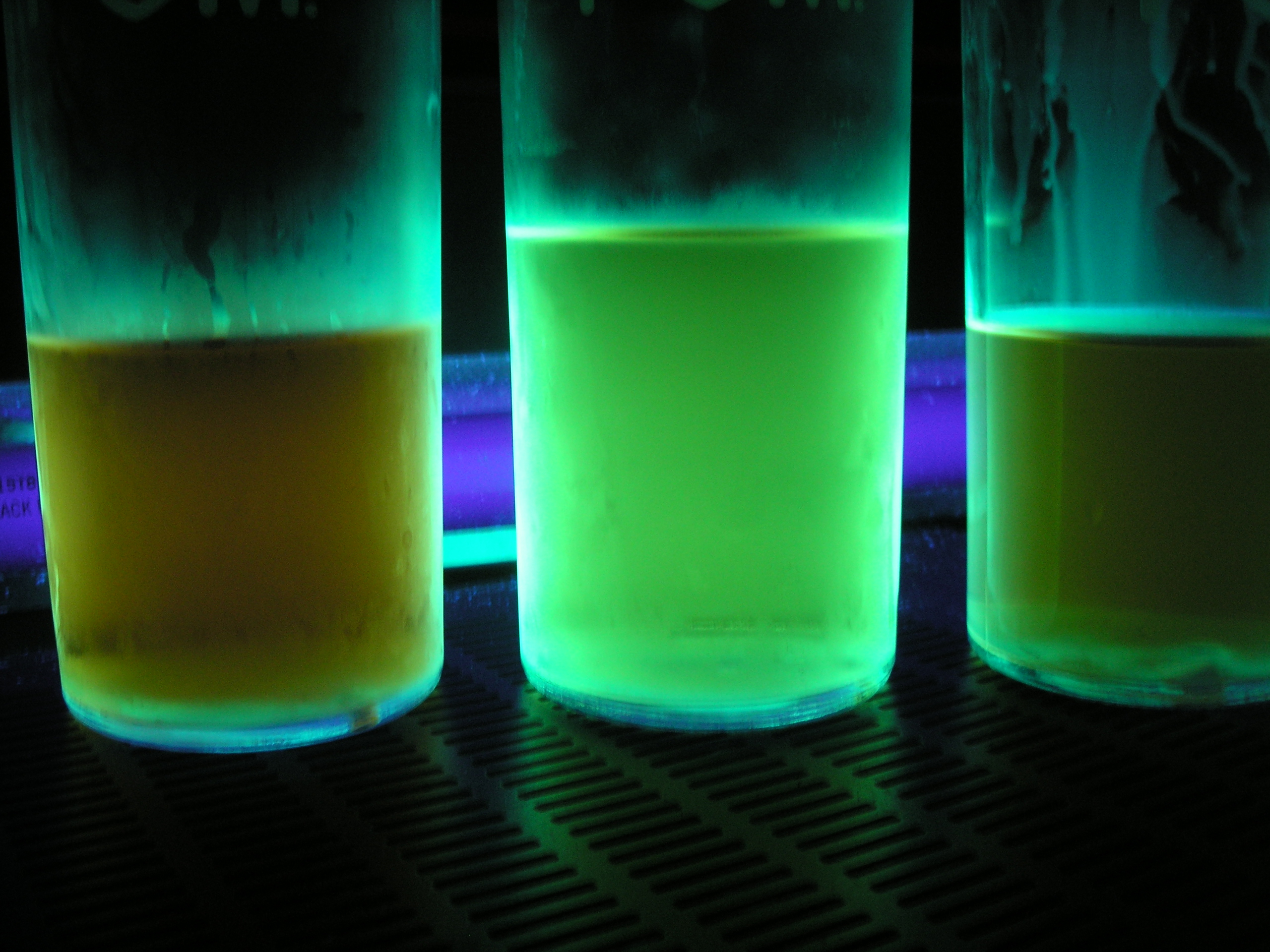
Флуоресценция гармалина и гармина под ультрафиолетом. Эти три экстракции показывают, что средняя имеет более высокую концентрацию двух соединений.

Гармалин — бета-карболиновый алкалоид гармалы и некоторых других растений, гидрированный гармин. Гармалин — это флуоресцентный психоактивный индольный алкалоид из группы алкалоидов гармалы и бета-карболинов.

## Содержание в природе
В природе содержится в некоторых растениях, в том числе Banisteriopsis caapi (из которого изготавливают южноамериканский галлюциноген «яхе»), Peganum harmala (сирийская рута), а также в Passiflora incarnata и табаке.

## Эффекты
Гармалин является стимулятором центральной нервной системы и «обратимым ингибитором МАО-А». Это означает, что риск развития гипертонического криза, опасного повышения кровяного давления от приёма продуктов, содержащих высокое количество тирамина, таких как сыр, вероятно, ниже при приёме гармалина, чем при приёме необратимых ИМАО, такие как фенелзин. Алкалоиды гармалы являются психоактивными в организме человека. Было показано, что гармалин действует как ингибитор ацетилхолинэстеразы. Гармалин также стимулирует высвобождение дофамина в полосатом теле у крыс при очень высоких дозах. Так как гармалин является обратимым ингибитором моноаминоксидазы А, он может, теоретически, вызывать серотониновый синдром и гипертонический криз в сочетании с тирамином, серотонергиками, катехоламинергическими препаратами или пролекарствами. Растения, содержащие гармалин и триптамин, используются при варке аяуаски. Ингибирующее действие на моноаминооксидазу позволяет диметилтриптамину (DMT), психологически активному химическому веществу из смеси, обходить экстенсивный метаболизм при первом прохождении при приёме внутрь; что позволяет психологически активному количеству химического вещества существовать в головном мозге в течение воспринимаемого периода времени. Гармалин запускает анаболический метаболизм серотонина в нормелатонин или n-ацетилсеротонин, а затем в мелатонин, основной гормон, регулирующий цикл сна и мощный антиоксидант. Патент США номер 5591738 описывает способ лечения различных химических зависимостей посредством введения гармалина и других бета-карболинов. В исследованиях гармалина также было установлено, что он может вызывать «сосудорасширяющее эффекты» в «изолированной аорте крысы». Исследование показало, что однократное введение дозы 40 мг/кг у крыс или 3×25 мг/кг в течение 3-х дней имело видимые нейротоксические эффекты. Гармалин, как известно, действует в качестве ингибитора гистамин N-метилтрансферазы. Это объясняет, как гармалин вызывает свои «бодрящие» эффекты.